# 滑铁卢头盔
滑铁卢头盔（英語：Waterloo Helmet）又名滑铁卢桥头盔（英語：Waterloo Bridge Helmet），是前罗马时期的凯尔特文化的一顶青铜头盔。用于仪式。 其装饰具有拉坦诺文化风格。推定制作时间在公元前150年至公元前50年左右。1868年发现于伦敦滑铁卢桥旁的泰晤士河段上。现存放于大英博物馆。

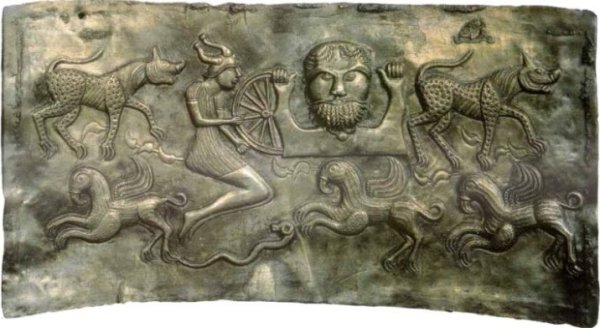
C面装饰细部

## 复原图片

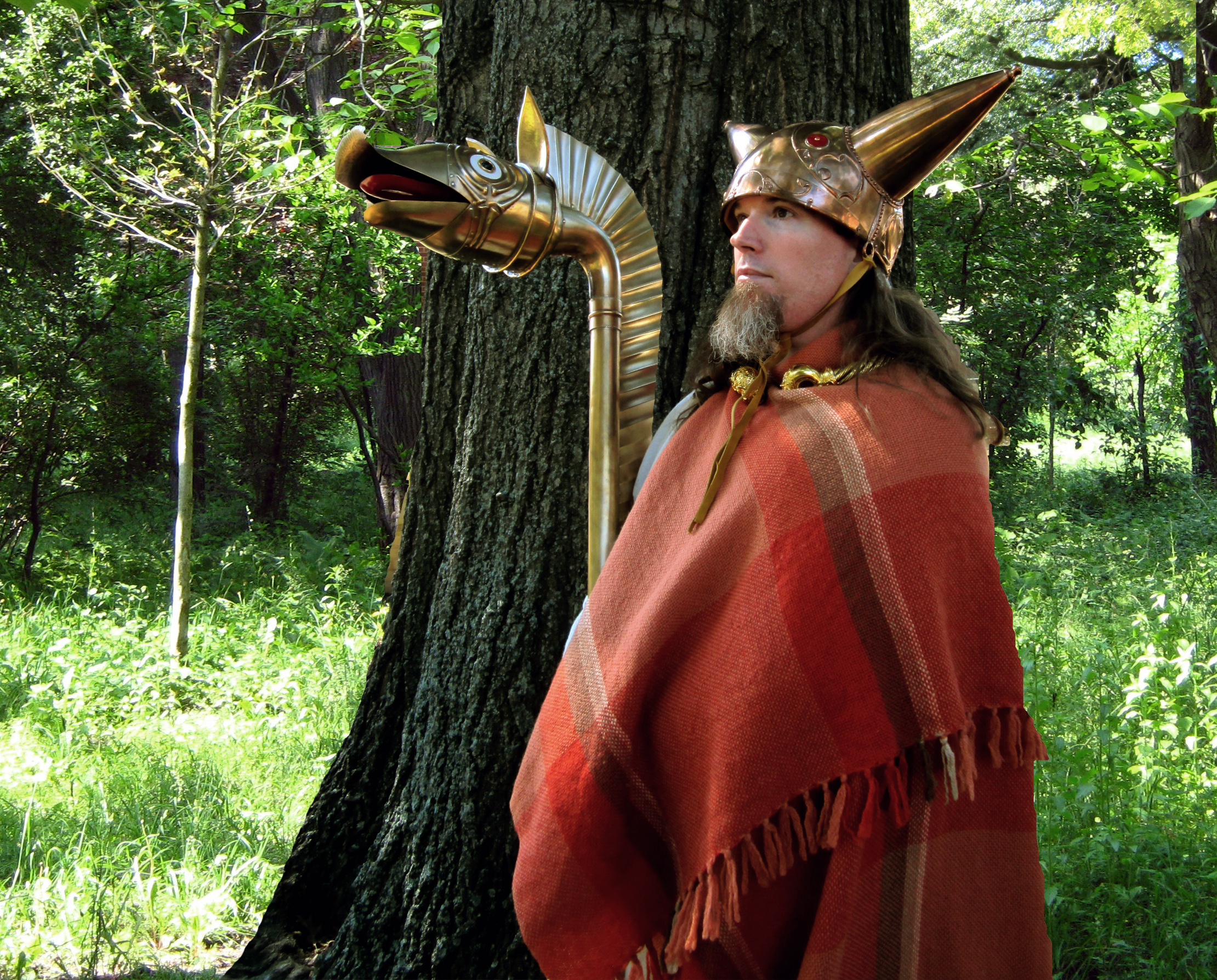
美国复原